# BioWare
BioWare Corp. est une société canadienne de développement de jeux vidéo basée à Edmonton et fondée en 1995. Elle est principalement connue pour avoir développé plusieurs séries de jeux vidéo de rôle : Baldur's Gate, Neverwinter Nights, Star Wars: Knights of the Old Republic, Dragon Age et Mass Effect.
Après 12 ans d'indépendance, l'entreprise est rachetée par Electronic Arts le 11 octobre 2007.

## Historique

### Les débuts (1995-1998)
Bioware a été créée en 1995 par Ray Muzyka et Greg Zeschuk. Le jeune développeur publie l'année suivante Shattered Steel, un jeu de mecha pour MS-DOS notable pour son terrain destructible et la localisation des dégâts sur les ennemis. À partir de cette époque, Bioware commence le développement d'un jeu de rôle qui deviendra Baldur's Gate.

### Le succès par les jeux de rôle (1998-2003)
Baldur's Gate sort fin 1998 et assoit la réputation de Bioware en tant que développeur talentueux de jeu vidéo de rôle sur ordinateur. Par sa longueur, la taille de son univers, les graphismes fins, les longs dialogues et les combats en semi tour par tour dynamique, Bioware établit un nouveau standard en matière de jeux de rôles sur ordinateur.
Un add-on baptisé Tales of the Sword Coast est sorti en 1999 rajoutant principalement des donjons et quelques quêtes secondaires.
En octobre 2000, Bioware acquiert définitivement sa réputation en sortant la suite de Baldur's Gate, Baldur's Gate II: Shadows of Amn qui est un grand succès commercial et critique. Le jeu reprend les grandes bases établies par son prédécesseur en les améliorant aussi bien techniquement que sur le gameplay ou l'interface. Tout est légèrement repensé dans le sens d'une amélioration nette du jeu qui en font un grand classique. Une extension conclura la série en 2001, Throne of Bhaal.
En 2002, un projet différent voit le jour : NeverWinter Nights. C'est de nouveau un jeu de rôle basé sur l'univers Donjons et Dragons mais il est cette fois-ci doté d'un moteur 3D maison et grande nouveauté, livré avec un éditeur permettant de créer des campagnes entières et, en théorie, de simuler l'expérience du jeu de rôle papier sur ordinateur et donc sans s'encombrer de la gestion manuelle des règles. Deux extensions sortiront en 2003 et un en 2005. Les possibilités de création de modules sont largement exploitées par les amateurs au point que les plus aboutis d'entre eux finiront vendus sur la boutique en ligne de Bioware en téléchargement.
Les difficultés financières d'Interplay poussent largement Bioware à rompre avec son éditeur traditionnel et c'est Atari qui éditera les NeverWinter Nights, notamment parce que cet éditeur possède désormais tous les droits pour la publication des jeux vidéo basés sur Donjons et Dragons. Jusqu'au rachat par Electronic Arts en 2008, les jeux de Bioware seront édités par plusieurs poids lourds, comme Microsoft, 2K Games et Atari.
Une nouvelle licence est exploitée en 2003 avec le même succès : Star Wars. Le titre Knights of the Old Republic est un jeu de rôle basé sur la franchise de George Lucas, mais se déroulant 4 000 ans avant les films. Cela permet à Bioware d'avoir une grande liberté pour raconter son histoire tout en retenant les éléments les plus familiers : Jedi, Sith, sabres laser, pouvoirs de la Force. Le gameplay reprend, mais en modifiant assez profondément, les bases des titres de la série Baldur's Gate. Quant à KotOR, il bénéficie d'un nouveau moteur 3D dérivé de celui de NeverWinter Nights. Les sensations de puissance du Jedi ou Sith que l'on incarne sont bien rendues et le scénario possède quelques surprises rendant le jeu immersif. C'est aussi le premier jeu de BioWare à être développé à la fois pour PC et pour consoles, en l'occurence la Xbox de Microsoft. La plupart des jeux suivants seront multi-support et sortiront au minimum sur PC et Xbox ou Xbox 360.

### La création de nouvelles licences (2004-2008)
Les jeux suivants de Bioware marqueront un certain changement dans la politique de développement. Les suites de NeverWinter Nights et Star Wars: Knights of the Old Republic sont confiées à Obsidian Entertainment, un studio californien composé d'anciens développeurs de Black Isle. Bioware se concentre alors sur la création de nouvelles licences et donc de nouveaux univers.
Cela donnera Jade Empire en 2005, un jeu se déroulant dans un univers oriental fantastique.
C'est à cette période que sont annoncés Mass Effect et Dragon Age: Origins, deux jeux aux univers entièrement nouveaux : Mass Effect deviendra un jeu de rôle résolument moderne à l'ambiance space-opera tandis que Dragon Age: Origins semble revenir aux sources de Bioware, ce dernier l'affichant comme un successeur spirituel à Baldur's Gate. Les deux jeux seront chacun acclamés par la critique et par les joueurs, posant ainsi les bases de deux nouvelles franchises à succès.
Cette période sera aussi marquée par de nombreux changements pour l'entreprise : la création d'un studio basé en Austin, en 2007, pour créer ce qui deviendra le futur MMORPG Star Wars: The Old Republic. Le 3 novembre 2005, une fusion largement financée par le fonds d'investissement Elevation Partners a lieu avec Pandemic Studios,, auteurs des Battlezone, Star Wars: Battlefront ou Destroy All Humans!. Les deux studios maintiennent toutefois leur personnalités propres et leur indépendance.

### Le rachat par EA et les débuts dans les MMORPG (2008-2024)
Le début de l'année 2008 marque la fin de l'indépendance pour Bioware. Le groupe formé avec Pandemic est en effet vendu à Electronic Arts, et Bioware devient ainsi le principal développeur de jeux vidéo de rôle interne à Electronic Arts. Une nouvelle politique se met en place chez Electronic Arts, qui consiste à laisser leur indépendance aux studios rachetés et ne plus les dissoudre dans l'éditeur comme ce fut le cas à la fin des années 1990 avec Bullfrog ou Origin. Bioware garde une large autonomie et aucun changement majeur n'est alors visible dans le cycle de développement de Bioware. La seule différence est que tous ses jeux sont logiquement exclusivement édités par Electronic Arts.
Début juin 2009, un changement majeur survient. Electronic Arts décide de fusionner Mythic Entertainment, un développeur de MMORPG ayant créé Dark Age of Camelot et Warhammer Online avec Bioware,. Dans les faits, c'est Bioware qui absorbe Mythic, Ray Muzyka et Greg Zeschuk étant promus aux plus hautes fonctions dans ce nouveau pôle de développement de jeux de rôle et MMORPG. À l'heure actuelle, les conséquences de cette réorganisation ou ses effets sont assez peu visibles, mais cela pourrait marquer le début de changements assez profonds dans la structure et le développement de Bioware.
En décembre 2010, Bioware est sacré meilleur studio de l'année aux Video Games Awards.
En 2017, Mass Effect: Andromeda reçoit cependant un accueil mitigé tant des joueurs que de la critique. Deux ans plus tard, le titre Anthem reçoit de médiocres retours de la part de la critique, qui lui reproche un développement précipité.

### Retour vers les jeux solo (2024-aujourd'hui)
En novembre 2024, le studio Bioware publie Dragon Age: The Veilguard, un retour à l'une des licences qui a établi sa notoriété. Les ventes sont décevantes pour l'éditeur Electronic Arts, qui indique deux mois plus tard que le jeu n'a pas atteint les objectifs commerciaux escomptés : 1,5 million de personnes ont « été touchées » par le jeu, soit deux fois moins que projeté par l'entreprise. Cette déception commerciale entraîne une réorganisation des effectifs du studio : en janvier 2025, le studio procède à près de vingt-cinq licenciements, et à plusieurs réaffectations de certains employés vers d'autre studios du groupe Electronic Arts. Bioware conserve alors moins d'une centaine d'employés, dont le mandat est de travailler sur un nouvel opus de la franchise Mass Effect.

## Studios et divisions de BioWare
- BioWare Edmonton studio, situé à Edmonton, Alberta, Canada. Studio principal, fondé en février 1995, acheté en 2005 par le fond Elevation Partners et revendu en 2007 à la société Electronic Arts. Développeur de jeux de rôle comme Baldur's Gate, Mass Effect ou Dragon Age ou encore Anthem.
- BioWare Austin studio, situé à Austin, Texas. Développeur du MMORPG Star Wars: The Old Republic.

### Studios fermés
- BioWare Montréal studio, situé à Montréal, Canada. C'est une équipe des studios EA Montréal. Développeur de Mass Effect: Andromeda.
- BioWare Ireland studio, situé à Galway, Irlande. Fondé en 2010, s'occupe de marketing.

## Jeux développés par la société
- Shattered Steel (1996), MS-DOS, Mac OS.
- Baldur's Gate (1998), Windows, Mac OS.
  - Baldur's Gate: Tales of the Sword Coast (1999), Windows, Mac OS.
- MDK 2 (2000), Windows, Dreamcast, PlayStation 2
- Baldur's Gate II: Shadows of Amn (2000), Windows, Mac OS.
  - Baldur's Gate II: Throne of Bhaal (2001), Windows, Mac OS.
- MDK 2: Armageddon (2001), Windows.
- Neverwinter Nights (2002), Windows, Linux, OS X.
  - Neverwinter Nights: Shadows of Undrentide (2003), Windows, Linux, OS X.
  - Neverwinter Nights: Hordes of the Underdark (2003), Windows, Linux, OS X.
- Star Wars: Knights of the Old Republic (2003), Windows, Xbox, OS X.
- Jade Empire (2005), Windows, Xbox, Xbox 360, OS X.
- Mass Effect (2007), Windows, Xbox 360.
- Sonic Chronicles : La Confrérie des ténèbres (2008), Nintendo DS.
- Mass Effect Galaxy (2009), iOS.
- Dragon Age: Origins (2009), Windows, Xbox 360, PlayStation 3, OS X.
  - Dragon Age: Origins - Awakening (2010), Windows, Xbox 360, PlayStation 3, OS X.
- Mass Effect 2 (2010), Windows, PlayStation 3, Xbox 360.
- Dragon Age 2  (2011), Windows, Xbox 360, PlayStation 3, OS X.
- Star Wars: The Old Republic (2011), Windows.
- Mass Effect 3 (2012), Windows, Xbox 360, PlayStation 3, Wii U.
- Dragon Age: Inquisition (2014), Windows, Xbox One, PlayStation 4, Xbox 360, PlayStation 3, OS X.
- Mass Effect: Andromeda (2017), Windows, PlayStation 4, Xbox One.
- Anthem (2019), Windows, PlayStation 4, Xbox One.
- Mass Effect: Édition Légendaire (2021), Windows, PlayStation 4, Xbox One, PlayStation 5, Xbox Series.
- Dragon Age: The Veilguard (2024), Microsoft Windows, PlayStation 5, Xbox Series.
- Nouveau Mass Effect (TBA), TBA.

## Moteurs de jeu

### Moteurs développés et utilisés par Bioware
Bioware est aussi le créateur de différents moteurs de jeu, comme l'Infinity Engine qui a servi dans le développement de jeu vidéo de rôle en 2D sur les règles de Donjons et Dragons, notamment Baldur's Gate. Ce moteur a été amélioré pour Baldur's Gate II en lui ajoutant l’accélération OpenGL pour certains effets, notamment les effets graphiques des sorts. L'Infinity Engine est certainement le moteur de Bioware le plus utilisé puisqu'il a servi à faire quasiment tous les jeux de rôles de Black Isle Studios après Baldur's Gate : Icewind Dale, Planescape Torment en sont deux exemples notoires.
Pour le jeu Neverwinter Nights, Bioware développe un nouveau moteur : l'Aurora Engine, permettant la création de jeu de rôle en 3D. C'est donc le premier moteur 3D développé par Bioware et ce dernier utilise OpenGL pour l'affichage, tout en continuant à nécessiter DirectX pour tous les autres aspects techniques.
L'Aurora était doté d'un certain nombre d'outils permettant aux joueurs de créer leur propres niveaux et ainsi pouvoir se lancer dans des aventures ressemblant à des jeux de rôle papier.
Le moteur de jeu suivant, l'Odyssey Engine, fut développé pour les jeux PC et Xbox comme Star Wars: Knights of the Old Republic. Il s'agit dans l'ensemble d'une large amélioration et modernisation de l'Aurora. La partie graphique utilise toujours OpenGL. Ce moteur est utilisé par les jeux Knights of the Old Republic et Jade Empire.
Bioware utilise l'Unreal Engine pour ses jeux les plus récents, telle la série Mass Effect, mais aussi l'Eclipse Engine qui est utilisé sur Dragon Age: Origins.
Contrairement à Epic Games, Bioware licencie assez peu ses moteurs en dehors du cercle de ses éditeurs et sous-traitants. L'Infinity Engine ne sera utilisé que par Interplay pour ses jeux de rôles (par ailleurs tous basés sur la licence Donjons et Dragons), l'Odyssey sera repris par Obsidian pour développer Star Wars: Knights of the Old Republic 2 - The Sith Lords. Ce même Obsidian a développé en se basant sur l'Aurora, l'Electron Engine pour NeverWinter Nights 2. L'Aurora sera en fait le seul moteur réellement licencié à un tiers, CD Projekt RED pour développer The Witcher.
La complexité inhérente au développement d'un moteur de jeu de A à Z explique certainement le choix fait par Bioware d'acheter à Epic l'Unreal Engine 3 pour Mass Effect (Le développement de Dragon Age a commencé avant Mass Effect) et est peut-être un signe que Bioware pourrait arrêter totalement le développement en interne de moteurs graphiques, se contentant d'acheter le moteur à des éditeurs de middleware reconnus.
Le nouvel opus de la saga Mass Effect sorti en 2017, baptisé Mass Effect: Andromeda, utilise quant à lui le moteur Frostbite 3 développé par DICE. Selon leurs propres dires, Bioware désire repousser les limites du Frostbite "comme jamais auparavant".

### Autres jeux utilisant les moteurs de jeu BioWare
- Planescape: Torment (1999), Windows.
- Icewind Dale (2000), Windows.
  - Icewind Dale: Heart of Winter (2001), Windows.
  - Icewind Dale: Trials of the Luremaster (2001), Windows.
- Icewind Dale II (2002), Windows.
- Star Wars: Knights of the Old Republic 2 - The Sith Lords (2004), Windows, Xbox.
- Neverwinter Nights 2 (2006), Windows.
  - Neverwinter Nights 2: Mask of the Betrayer (2007), Windows.
  - Neverwinter Nights 2: Storm of Zehir (2008), Windows.
- The Witcher (2007), Windows.
- The Witcher: Enhanced Edition (2008), Windows.